# Mazon Creek

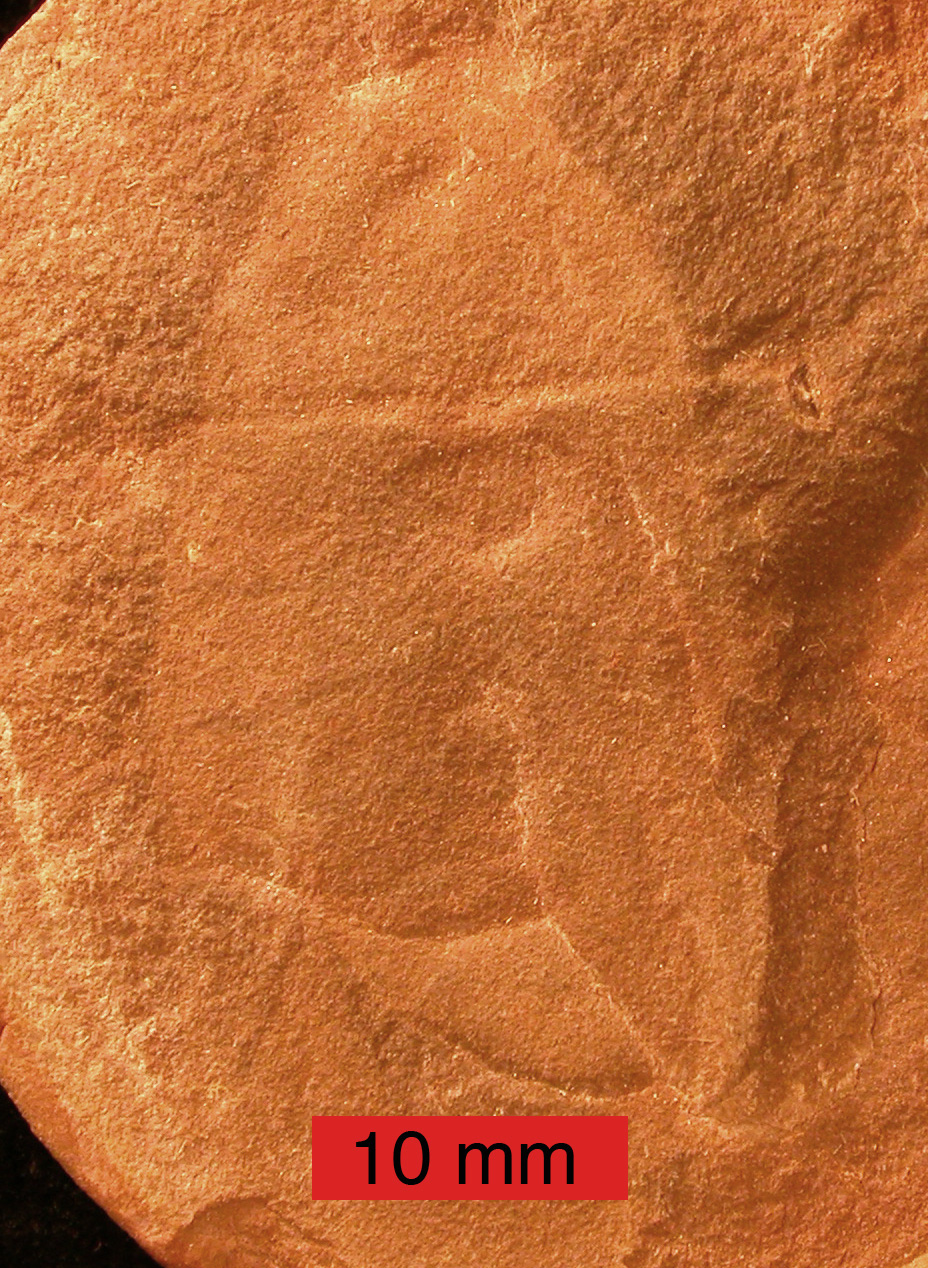
Tullimonstrum gregarium dans une concrétion du lagerstätte de Mazon Creek.

Mazon Creek est une formation géologique et un site fossilifère situé près de Morris, dans le comté de Grundy, en Illinois aux États-Unis. Les fossiles se trouvent dans un dépôt de sédiments de type konzervat-lagerstätte, contenant des animaux dont les parties molles sont exceptionnellement bien conservées. Les fossiles sont trouvés dans des concrétions de sidérite, un minéral riche en fer, qui se sont formées il y a approximativement 300 millions d'années, dans le Westphalien D au Pennsylvanien moyen, un étage du Carbonifère. Ces concrétions préservent fréquemment à la fois des tissus souples et durs d'animaux et de plantes, ainsi que de nombreux organismes à corps mous qui ne se fossilisent pas habituellement. La qualité, la quantité et la diversité des fossiles de cette zone, connue depuis le milieu du XIXe siècle, font que le lagerstätte de Mazon Creek est précieux pour les paléontologues qui cherchent à reconstruire la paléoécologie du site.

## Géologie
Les fossiles de Mazon Creek sont trouvés dans le schiste Francis Creek Shale ; le gite type est la rivière Mazon (Mazon Creek), un affluent de la rivière Illinois situé près de Morris, ville du comté de Grundy, en Illinois. Les 25 à 30 mètres de schistes furent formés il y a à peu près 300 millions d'années, durant le Pennsylvanien. Les concrétions fossilifères sont souvent retrouvées dans les dépôts les plus épais de Francis Creek. Les concrétions sont présentes dans des dépôts localisés dans les mudstones limoneuses à sableuses, dans les quatre mètres inférieurs de la formation. Le paléoécosystème est supposé avoir été un large delta déposé par un fleuve coulant depuis le nord-est. Les sédiments sont supposés provenir des événements orogéniques appalachiens. Le delta était sous un climat tropical, en effet, la zone était située à une latitude de 10° nord par rapport à l'équateur, durant le Pennsylvanien.
Les restes de plantes et d'animaux étaient rapidement enfouis par les sédiments déposés dans le delta. La décomposition bactérienne des restes produisait du dioxyde de carbone, qui se combinait au fer des eaux du sédiment. Cette réaction a formé de la sidérite dans les sédiments entourant les restes, ce qui forma des empreintes détaillées de leurs structures. La lithification du sédiment forma ensuite des nodules protecteurs de sidérite autour des restes à présent fossilisés.
Les concrétions fossilifères se trouvent dans la zone de la rivière Mazon, dans le comté de Grundy, celui de Will, de Kankakee et celui de Livingstone; entre la rivière Vermilion (affluent de l'Illinois) et la ville de Marseille. Les concrétions ferreuses sont découvertes dans des affleurements tout le long des ruisseaux, des routes et dans les mines de charbon actives ou abandonnées.
L'importance de ce site fut découverte dès le milieu du XIXe siècle : « les nodules de Mazon Ceek, où des fragments de plantes, même les plus souples, ont été préservés en toute intégrité ».

## Flore
La flore de Mazon Creek contient plus de 400 espèces d'au moins 130 genres. Cependant, le nombre exact d'espèces est difficile à déterminer. Les paléontologues nomment chaque structure de plantes séparées indépendamment, ce qui grossit le nombre de taxons fossiles. Des paléobotanistes travaillent actuellement pour déterminer les groupes valides.
La flore de Mazon Creek contient :
- des Lycophytes, liés à certaines mousses actuelles, comprenant des formes arborescentes nommées Lepidophloios, Sigillaria et Lepidodendron, des formes herbacées nommées Lycopodites et Cormophyton ;
- des Sphénophytes comme Calamites un proche parent arborescent des prêles, dont le feuillage est nommé Annularia et Asterophyllites, et une forme ressemblant à de la vigne nommé Sphenophyllum ;
- des Ptérydophytes comme des fougères arborescentes Marattiales et des  Zygopteridales (des fougères de sous-bois), dont les feuillages sont communément nommés Pecopteris, Acitheca et Lobatopteris ;
- des Ptéridospermes, aussi connus sous le nom de fougères à graines, un groupe éteint de plantes qui poussaient aussi bien sous forme d'arbres mais aussi de plus petites plantes, et qui avaient des feuilles similaires aux vraies fougères, mais se reproduisaient avec des graines au lieu de spores. leurs feuillages sont connus sous les noms de Mariopteris, Alethopteris, Odontopteris, Neuropteris, Laveineopteris et Macroneuropteris ;
- des Gymnospermes éteints, les Cordaites, que l'on suppose proches parents et partageant de nombreux points communs avec les conifères modernes.

## Faune
La faune de Mazon Creek contient plus de 320 espèces identifiées. La faune est divisée en deux types distincts de faune :
- la faune d'Essex, d'origine marine, contient :
  - des méduses ;
  - des vers marins ;
  - des escargots ;
  - des bivalves d'eau salée ;
  - des crevettes ;
  - des scorpions de mer ;
  - des poissons.
- la faune de Braidwood, terrestre et d'eau douce, contient :
  - des insectes ;
  - des Diplopodes ;
  - des Chilopodes ;
  - des scorpions ;
  - des araignées ;
  - d'autres arachnides ;
  - des amphibiens ;
  - des poissons d'eau douce ;
  - des crevettes d'eau douce ;
  - des limules d'eau douce ;
  - des ostracodes d'eau douce.

L'espèce la plus connue, qui est aussi le fossile officiel de l'Illinois, est le monstre de Tully, Tullimonstrum gregarium.